# Aslanbek Alborov
Aslanbek Alborov (2 de abril de 1991) es un deportista azerbaiyano que compite en lucha libre.
Ganó una medalla de bronce en el Campeonato Mundial de Lucha de 2017 y una medalla de bronce en el Campeonato Europeo de Lucha de 2020, ambas en la categoría de 97 kg.

## Palmarés internacional
| Campeonato Mundial | Campeonato Mundial | Campeonato Mundial | Campeonato Mundial |
| Año                | Lugar              | Medalla            | Categoría          |
| ------------------ | ------------------ | ------------------ | ------------------ |
| 2017               | París (Francia)    | Medalla de bronce  | 97 kg              |
| Campeonato Europeo |                    |                    |                    |
| Año                | Lugar              | Medalla            | Categoría          |
| 2020               | Roma (Italia)      | Medalla de bronce  | 92 kg              |